# Eugenio Calzia
Eugenio Calzia (Asti, 1910 – Torino, 21 febbraio 1980) è stato un compositore italiano di musica leggera.

## Biografia
Nel 1927 si imbarcò per Cleveland, dove viveva il padre e dove imparò la musica e a suonare il pianoforte.
Dopo due anni tornò in Italia e organizzò una propria orchestra, con cui si esibì nei teatri di rivista; iniziò poi a comporre canzoni per i cantanti dell'Eiar.
È stato autore di molte canzoni di successo. Tra esse Bambola, scritta con Mario Mellier, e Se fossi milionario, portate al successo da Ernesto Bonino nei primi anni quaranta, Che si fa?... (con le fanciulle?), cantata da Nilla Pizzi e Luciano Benevene, e Sul mare luccica con testi di Nisa, cantata dalla coppia Marisa Fiordaliso ed Enrico Gentile e da Nilla Pizzi nel 1948.
Negli anni cinquanta scrive, tra le altre, Pericolosissima per Fred Buscaglione assieme al paroliere Armando Costanzo.
Sul sito SIAE risultano registrate a suo nome 221 canzoni.

## Le principali canzoni scritte da Eugenio Calzia
| Anno | Titolo                 | Autori del testo                  | Autori della musica                              | Interpreti                                                   |
| ---- | ---------------------- | --------------------------------- | ------------------------------------------------ | ------------------------------------------------------------ |
| 1939 | Prendetemi per la mano | Cram                              | Eugenio Calzia                                   | Lina Termini                                                 |
| 1940 | Serenata a Daina       | Cram                              | Eugenio Calzia                                   | Alberto Rabagliati                                           |
| 1940 | Non ti parlerò d'amore | Cram                              | Eugenio Calzia, Pippo Barzizza e Michele Bertone | Trio Lescano e Michele Montanari                             |
| 1941 | Se fossi milionario    | Cram                              | Eugenio Calzia                                   | Ernesto Bonino; Pippo Starnazza con il Trio Vocale Passatore |
| 1941 | L'amore in tandem      | Cavur                             | Eugenio Calzia                                   | Trio Lescano                                                 |
| 1941 | Un segreto             | Cram                              | Eugenio Calzia                                   | Trio Lescano                                                 |
| 1942 | Oh, che felicità       | Enrico Frati                      | Eugenio Calzia                                   | Trio Lescano e Ernesto Bonino                                |
| 1948 | Sul mare luccica       | Nisa                              | Eugenio Calzia                                   | Marisa Fiordaliso ed Enrico Gentile; Nilla Pizzi             |
| 1957 | Pericolosissima        | Armando Costanzo                  | Eugenio Calzia                                   | Fred Buscaglione                                             |
| 1958 | Suona l'angelus        | Armando Costanzo                  | Eugenio Calzia                                   | Nilla Pizzi                                                  |
| 1961 | Un dito di gin         | Nisa                              | Eugenio Calzia                                   | Jimmi Caravano                                               |
| 1963 | Ciao Berlandin         | Armando Costanzo e Franco Roberto | Eugenio Calzia e Stefano Baima Besquet           | Mario Ferrero                                                |
| 1965 | Io vorrei              | Ambrogio Carenni                  | Eugenio Calzia                                   | Michèle Sécher                                               |
| 1967 | Più volte              | Ambrogio Carenni                  | Eugenio Calzia e Calogero Lentini                | Rita Arnoldi                                                 |
| 1967 | Tu sei sicura          | Renato Scala                      | Eugenio Calzia                                   | Rita Arnoldi                                                 |
| 1968 | O Manuela              | Pinchi e Zaranda                  | Eugenio Calzia                                   | I Milionari                                                  |